# Zhang Lin
Zhang Lin (张琳S, 張琳T, Zhāng LínP; Pechino, 6 gennaio 1987) è un nuotatore cinese.

## Carriera
Zhang comincia a nuotare all'età di sei anni e nel 2002, a soli quindici anni, comincia a fare parte della nazionale cinese. L'anno successivo, ai Mondiali di Barcellona, è stato l'unico nuotatore cinese in grado di qualificarsi per una finale in una gara individuale.
La sua prima partecipazione ai Giochi olimpici risale al 2004 ai Giochi di Atene dove viene eliminato nelle batterie sia dei 200 che dei 400 stile libero.
Nel 2005 batte il record nazionale cinese nei 400 metri stile libero e diventa campione nazionale in questa distanza, nei 200 e nei 1500 metri stile libero.
Emerge a livello internazionale nel 2008 durante i Giochi Olimpici di Pechino dove conquista la medaglia d'argento nei 400 metri stile libero con il tempo di 3'42"44 a soli 58 centesimi dal sudcoreano Park Tae-hwan, diventando così il terzo nuotatore di sempre sulla distanza e il primo nuotatore cinese a conquistare una medaglia olimpica.
L'anno seguente ai Mondiali di Roma, dopo aver conquistato la medaglia di bronzo nei 400 metri stile libero, diventa anche il primo nuotatore cinese a laurearsi campione del mondo vincendo gli 800 metri stile libero in 7'32"12, nuovo record del mondo, che batte il precedente primato di Grant Hackett, risalente al 27 luglio 2005, di oltre 5 secondi.

## Palmarès
- Giochi olimpici

Pechino 2008: argento nei 400m sl.
- Mondiali

Roma 2009: oro negli 800m sl e bronzo nei 400m sl.
Shanghai 2011: bronzo nella 4x200m sl.
- Mondiali in vasca corta

Shanghai 2006: bronzo nei 1500m sl.
- Giochi PanPacifici

Victoria 2006: argento nei 400m sl e bronzo nei 200m sl.
Irvine 2010: bronzo nei 400m sl e nei 1500m sl.
- Giochi asiatici

Doha 2006: argento nei 200m sl, nei 400m sl, nei 1500m sl e nella 4x200m sl.
Canton 2010: oro nella 4x200m sl, bronzo nei 400m sl e nei 1500m sl.
- Campionati asiatici

Foshan 2009: oro nei 200m sl.

## Riconoscimenti
- Pacific Rim Swimmer of the Year: 2009